# درباره قوانین
دربارهٔ قوانین (به لاتین: De Legibus) گفتگویی است که توسط مارکوس تولیوس سیسرون در سال‌های آخر جمهوری روم نوشته شده‌است. این دیالوگ هم‌نام با دیالوگ معروف افلاطون، قوانین است. سیسرو بر خلاف اثر قبلی‌اش دولت که در آن مجبور بود در زمان اسکیپیو امیلیانوس این اثر را به نمایش بگذارد، آن را به‌عنوان گفت‌وگویی تخیلی بین خود، برادرش کوینتوس تولیوس سیسرو و دوست مشترک آن‌ها تیتوس پومپونیوس آتیکوس نوشته‌است. گفتگو با این سه نفر شروع می‌شود، که آرام آرام در املاک خانوادگی سیسرو در آرپینو قدم می‌زنند و شروع به بحث در مورد چگونگی قوانین می‌کنند. سیسرو از این اثر به‌عنوان بستری برای توضیح نظریه‌های خود در مورد قانون طبیعی هماهنگی در بین طبقات استفاده می‌کند.
سه کتاب باقی‌مانده (از یک تعداد نامشخص، اگرچه جاناتان پاول و نایل راد در ترجمه خود برای آکسفورد استدلال می‌کنند که ممکن است شش کتاب بوده باشد، تا آن را با تعداد در جمهور سیسرون مطابقت دهند)، به ترتیب، توضیح می‌دهند. در مورد اعتقادات سیسرون در قانون طبیعی، قوانین مذهبی رم را بازنویسی می‌کند (در واقع بازگشت به قوانین مذهبی در زمان پادشاه نوما پمپیلیوس) و در نهایت از اصلاحات پیشنهادی او در قانون اساسی روم صحبت می‌کند.
مشخص نیست که آیا این کار به‌عنوان یک برنامه جدی بوده‌است یا خیر. اعتقادات اولیه محافظه‌کارانه و سنت‌گرای سیسرون او را به تصور رمی ایده‌آل قبل از برادران گراکوس سوق داد. از آن‌جا، او بدترین نکات قانون اساسی روم را اصلاح کرد، درحالی‌که اکثریت آن را حفظ کرد. قانون اساسی پیش‌نهادی سیسرون در کتاب سوم را باید به‌عنوان نوسازی نظم موجود دانست، نه فراخوانی برای برهم زدن نظم و ساختن دوباره. کم‌تر از یک دهه پس از تاریخ پذیرفته‌شده برای شروع نسخه خطی، ژولیوس سزار از روبیکون عبور کرد و جنگ داخلی را آغاز کرد که به جمهوری پایان داد.

## کتاب اول
کتاب با سیسرون، کوئینتوس و آتیکوس آغاز می‌شود، که در میان نخلستان‌های سایه‌دار در املاک سیسرون آرپینو قدم می‌زنند، و با درخت بلوط کهن‌سالی روبرو می‌شوند که بر اساس افسانه‌ها به ژنرال و کنسول گایوس ماریوس، که حدود یک قرن پیش در آرپینو به‌دنیا آمده بود، مرتبط می‌شود. آتیکوس این سؤال را مطرح می‌کند که آیا درخت خاص هنوز وجود دارد یا خیر، که کوئینتوس پاسخ می‌دهد تا زمانی که مردم آن نقطه و تداعی‌های مرتبط با آن را به خاطر بسپارند، درخت بدون توجه به حضور فیزیکی آن وجود خواهد داشت. این سه نفر مرز متخلخل بین واقعیت و افسانه را در نوشته‌های مورخان روم و یونان باستان مورد بحث قرار می‌دهند. سیسرون نشان می‌دهد که بسیاری از داستان‌های پادشاهان روم، مانند نوما پمپیلیوس که با حوریه اگریا صحبت می‌کرد، به‌عنوان افسانه یا تمثیل در نظر گرفته می‌شد، نه سوابق دقیق حوادث واقعی.
سپس آتیکوس سیسرون را تشویق می‌کند تا اثری دربارهٔ تاریخ روم بدون آن نقص‌ها بنویسد، کاری که سیسرون قبلاً پیش‌نهاد کرده بود ممکن است انجام دهد. آتیکوس با این استدلال که او یکی از بهترین افراد واجد شرایط در روم برای نوشتن آن تاریخ است، سیسرون را تملق می‌گوید، زیرا او نقص‌های متعددی را در آثار مورخان رومی قبلی شناسایی کرده بود. سیسرون اهانت می‌کند، زیرا او مشغول مطالعه قوانین روم برای آماده‌سازی پرونده‌ها است. آتیکوس از سیسرون می‌خواهد تا برخی از دانش حقوقی خود را با بحث در مورد قانون در حین عبور از ملکش به‌کار گیرد. سیسرون سپس یک نمایشگاه قانون که موضوع اصلی کتاب یک است در چشمه چاه ارائه می‌دهد.
سیسرون استدلال می‌کند که قانون موضوعی از قوانین مکتوب یا فهرستی از مقررات نیست، بلکه عمیقاً در روح انسان ریشه دوانده‌است و بخشی جدایی‌ناپذیر از تجربه انسانی است (مفهومی که اکنون به‌عنوان قانون طبیعی شناخته می‌شود). استدلال‌های او عبارتند از:
- انسان‌ها توسط قدرت یا قدرت‌های بالاتری خلق شده‌اند (اسطوره آفرینش) که درگیر امور بشریت است. آتیکوس موافق است که این را استدلال در نظر بگیرد، حتی اگر باورهای اپیکوری او با آن مخالف باشد.
- نیروی برتری که انسان‌ها را آفرید، بخشی از الوهیت خود را به آنها عطا کرد و به انسان‌ها قدرت گفتار، عقل و اندیشه داد.
  - با توجه به این جرقه الوهیت در درون انسان‌ها، آن‌ها باید عملاً به نوعی با قدرت برتر مرتبط باشند.
- از آن‌جایی که انسان‌ها عقل را با قدرت بالاتر مشترک می‌دانند، و با فرض این‌که نیروی برتر خیرخواه است، نتیجه می‌شود که انسان‌ها نیز هنگام به‌کارگیری صحیح عقل، خیرخواه خواهند بود.
- سیسرون این کاربرد خیرخواهانه عقل را قانون می‌داند. از نظر او قانون هر چیزی است که امر به معروف و نهی از منکر کند. نتایج ناقص این فرایند ناشی از نارسایی‌های انسان است، مانند شهوت برای نتایج بی‌اهمیت مانند لذت، ثروت و موقعیت. فقط استفاده از فضیلت و شرافت منجر به نتایج صحیح می‌شود.

## کتاب دوم
مهمانی به جزیره‌ای در رودخانه فیبرنیوس می‌رسد، جایی که می‌نشینند تا استراحت کنند و بحث خود را از سر بگیرند. سیسرون و آتیکوس در مورد این‌که آیا یک شخص می‌تواند هم برای کشور خود و هم برای منطقه‌ای که از آن آمده‌است، میهن‌پرست باشد یا خیر؟ سیسرون استدلال می‌کند که آن‌ها می‌توانند، و انجام این کار طبیعی است. او از مثال کاتوی بزرگ استفاده می‌کند که یک شهروند رومی بود، اما در توسکولوم به‌دنیا آمد و خود را توسکانی نیز می‌نامید. سیسرون بیان می‌کند که زادگاه شخصی نسبت به کشور تابعه او درجه دوم است. او استدلال می‌کند که وظیفه اصلی یک شهروند در قبال کشورش است، که در صورت لزوم برای آن آماده مردن باشد. آتیکوس سخن‌رانی پومپه را در مورد بدهی روم به آرپینوم ذکر می‌کند؛ دو مرد بزرگ (گایوس ماریوس و خود سیسرون) از آن منطقه آمدند و خدمات بزرگی به جمهوری روم کردند.
سیسرون سپس ایده‌های خود را در مورد قانون طبیعی بیش‌تر توضیح می‌دهد. او با بیان این که قانون با انسان‌ها آغاز نمی‌شود، آغاز می‌کند؛ زیرا او آن‌ها را ابزار قدرت برتر می‌داند. از طریق اخلاق مشترک، آن قدرت برتر امر به معروف و نهی از منکر می‌کند. سیسرون بین «قانون‌گرایی» (قانون مکتوب و رویه قضایی) و «قانون» (درست و نادرست، همان‌طور که توسط قدرت بالاتر تعیین می‌شود) تمایز قائل می‌شود. او استدلال می‌کند که قوانین انسانی بسته به این‌که با قانون طبیعی مطابقت داشته باشند می‌توانند خوب یا بد باشند. یک قانون انسانی که برای یک هدف موقت یا محلی وضع شده‌است تنها در صورتی قدرت دارد که مردم آن را رعایت کنند و دولت آن را اجرا کند. در مقابل، حقوق طبیعی نیازی به تدوین یا اجرا ندارد. برای مثال، سیسرون می‌گوید که وقتی سکستوس تارکینیوس به لوکرتیا تجاوز کرد، هیچ قانون مکتوبی در پادشاهی روم بر تجاوز جنسی وجود نداشت، اما مردم می‌دانستند که آنچه اتفاق افتاده‌است خلاف اخلاق مشترک است. او استدلال می‌کند که قوانین انسانی که بر خلاف قوانین طبیعی هستند، شایسته نام «قانون» نیستند و دولت‌هایی که آن‌ها را وضع می‌کنند نیز نباید «دولت» نامیده شوند. او از تشبیه یک شیاد بی‌صلاحیت استفاده می‌کند که ادعا می‌کند پزشک است اما بیمار خود را با درمان‌های نامناسب می‌کشد. سیسرون استدلال می‌کند که نمی‌توان چنین درمان‌هایی را به‌درستی «دارو» نامید یا پزشکان آن را «پزشک» نامید.
اصرار سیسرون مبنی بر این‌که باور دینی (اعتقاد به خدایان، یا خدا، یا خرد ابدی) باید سنگ بنای قانون باشد، طبیعتاً این سه نفر را به چارچوب قوانین مذهبی سوق می‌دهد. به‌نظر می‌رسد قوانین پیشنهادی سیسرون عمدتاً از قوانین عتیقه آن زمان مربوط به روزهای اولیه روم، از جمله قوانین نوما پمپیلیوس، دومین پادشاه نیمه‌افسانه‌ای روم و قوانین دوازده لوحه، به گفته کوئینتوس، نشأت می‌گیرد. از آن‌جا بحث طولانی در مورد شایستگی احکام فرضی سیسرون دنبال می‌شود.
از جمله مواردی که در این بخش به آن اذعان می‌شود، این واقعیت است که قوانین دینی گاه هدفی معنوی و عملی دارند، چنان‌که سیسرون هنگام استناد به قوانین قانون دوازده لوحه و حکم آن‌ها در مورد دفن یا سوزاندن در داخل پومریوم، اذعان می‌کند که این دستور به‌همان اندازه برای دل‌جویی از سرنوشت (با دفن نکردن مرده در محل زندگی زندگان) به‌همان اندازه برای جلوگیری از مصیبت است (با کاهش خطر آتش‌سوزی در شهر به‌دلیل سوزاندن آتش در محوطه روباز). پس از بحث در مورد قوانین دینی، و با هدف اعلام‌شده سیسرون برای تکرار شاه‌کار افلاطون با انجام یک بحث کامل در مورد قوانین در یک روز، به قانون مدنی و ساختار حکومت می‌روند.

## کتاب سوم

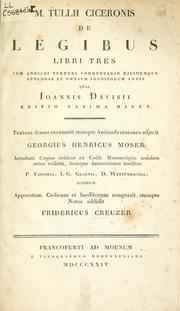
ویرایش کتاب سوم، توسط گئورگ هاینریش موزر و گئورگ فردریش کروزر. ۱۸۲۴

کتاب سوم، جایی که نسخه خطی قطع می‌شود، برشماری سیسرون از تشکیل حکومت است، برخلاف قوانین مذهبی کتاب قبلی، که او از آن به‌عنوان مبنایی برای دولت اصلاح‌شده رومی خود دفاع می‌کرد.

### طرح کلی قانون اساسی پیشنهادی سیسرون
- سیستم قضایی سیسرون، که معتقد بود دادگاه‌های محاکمه برای دریافت رشوه بسیار باز هستند (همان‌طور که خودش در مورد گایوس ورس تجربه کرده و خنثی کرده بود)، محاکمه‌ها را دوباره به دادگاه می‌کشاند. دست مردم به‌طور گسترده، با کمیتیا سنتویاتا مواردی را که مجازات اعدام یا تبعید بود، و کنسیلیوم پلبیس تمام موارد دیگر را محاکمه می‌کند. یک قاضی فاسد همچنان ریاست دادگاه را بر عهده خواهد داشت. همان قاضی پس از صدور حکم مجرمیت، مجازاتی را تعیین می‌کند مگر این‌که اکثریت مجلس مربوطه با آن موافق نباشند. در طول مبارزات نظامی، بر خلاف محاکمات غیرنظامی، سیسرون حق استیناف را از کسانی که به جرم گناه محکوم می‌شدند، سلب می‌کرد.
- سنا، در قوانین سیسرون، دیگر صرفاً به‌عنوان یک نهاد مشورتی وجود نخواهد داشت، بلکه اکنون دارای اختیارات قانونی واقعی خواهد بود و فرامین آن‌ها الزام‌آور خواهد بود. هر قاضی سابق حق ورود به سنا را دارد. در بخش بعدی گفتگو، سیسرون از دموکراسی ظاهری تغییر با این استدلال که مجلس سنا شبه‌اشرافی به‌عنوان تعادلی در برابر مجامع مردمی پوپولیستی و دموکراتیک عمل می‌کند، دفاع می‌کند. سیسرون شرطی را تحمیل می‌کند که فقط کسانی که رفتار و شهرت دارند می‌توانند در نظام قضایی باقی بمانند؛ ممیزها می‌توانند کسانی را که بدرفتاری می‌کنند را حذف کنند. سیسرون ابراز امیدواری کرد که چنین مجلس سنای اصلاح‌شده‌ای بتواند به‌عنوان نمونه‌ای برای بقیه دولت روم از شرافت، هماهنگی و منافع مشترک دفاع کند. ظاهراً با قوانین سیسرون، سودجویی و طمع در مجلس سنا به‌شدت مجازات می‌شد. این نه برای تنبیه خود طمع، بلکه به این دلیل بود که طمع در مجلس سنا باعث ایجاد مخالفت در میان رومیان شد. «اگر آماده هستید که به تاریخ برگردید، واضح است که دولت شخصیت خود را از مردان پیش‌رو خود گرفته‌است.» (III.۳۱)
  - دو کنسول، پریتور، دیکتاتور، ارباب، افسران انتخابات و تریبون‌ها حق ریاست جلسات سنا را خواهند داشت. چنین جلساتی قرار بود به شیوه‌ای برگزار شود که سیسرون آن را «شیوه‌ای آرام و منظم» توصیف می‌کر
  - سناتورها همچنین، طبق قانون فرضی سیسرون، باید در امور مهم ایالت حضور داشته باشند، خواه سناتور خاص باشد یا نباشد.
- قاضی‌ها، طرح کلی جامعه روم باید حفظ می‌شد (مطابق با محافظه‌کاری سیسرون) اما اصلاحات در ساختار در برنامه او برای جلوگیری یا معکوس کردن زوال دولت بود. به‌نظر می‌رسد از پایین به بالا، قضات پیشنهادی در جمهوری اصلاح‌شده سیسرون عبارتند از:
  - کوایستور، هنوز هم با قدرت، با این استثنا که قائم مقامی سلسله مناصب دیگر اولین گام برای کسب افتخار نخواهد بود.
  - یک قاضی جدید که مسئولیت ایمنی زندانیان و اجرای احکام را برعهده خواهد داشت (شاید منظور او عادی‌سازی پایتخت‌های تریمویری به‌عنوان یک پست قضایی منتخب بوده‌است)
  - منتخبان و پول‌داران
  - گسترش هیئت ده‌نفره برای تصمیم‌گیری در پرونده‌ها، که حوزه آن بیش از پرونده‌های شهروندی و آزادی/بردگی بود که آن‌ها قضاوت کردند (به نظر نمی‌رسد سیسرون توضیح بیش‌تری بدهد؛ ممکن است در بخش گمشده اثر باشد)
  - ادیل که هنوز مسئول کارهای عمومی و رفاه بود و از این پس اولین گام برای اصلاح کرسوس سیسرون خواهد بود.
  - ممیزی‌هایی که درحالی‌که پست سنتی خود را دارند (انجام سرشماری و اجازه یا انکار عضویت در فرمان سناتوری و ایراد دستور به جامعه)، اکنون یک پست منتخب عادی با محدودیت معمول برکناری کنسول سابق هستند. ممیزی‌ها همچنین وظیفه تفسیر قوانین را خواهند داشت.
    - در پایان دوره تصدی یک قاضی، او باید به ممیزی‌اش گزارش کاملی از اقدامات خود می‌داد، در نتیجه ممیز دربارهٔ شایستگی او برای ماندن در حکم سناتوری قضاوت می‌کرد. این امر او را از پیگرد قانونی برای اقدامات خود مبری نمی‌کرد.

  - پرایتور، مسئول پرونده‌های مدنی و دعاوی حقوقی. همراه با او تعداد نامشخصی از مقامات دارای اختیارات برابر (به احتمال زیاد تحت هدایت او، باز هم سیسرون زیاد توضیح نمی‌دهد) توسط سنا یا مجامع مردمی منصوب می‌شوند.
    - در عین حال، هر قاضی می‌توانست ریاست دادگاه را بر عهده بگیرد و سرپرستی کند.

  - در رأس، دو کنسول، مثل همیشه، با تقسیم قدرت سلطنتی قرار دارند. همه این پست‌ها برای مدت یک سال اشغال می‌شوند، به جز ممیزی‌ها، که مدت تصدی آن‌ها پنج ساله خواهد بود. هیچ فردی نمی‌تواند دو بار در ده سال برای یک دفتر کار کند. تمام محدودیت‌های سنی که در آن زمان برای این پست‌ها وجود داشت به قوت خود باقی خواهد ماند.
  - اگر دولت در حالت افراطی باشد، سنا می‌تواند دیکتاتوری را منصوب کند، که مانند سال‌های گذشته، اجازه یک دوره شش‌ماهه امپراتوری نامحدود را داشته باشد و ستوانی را به‌عنوان مسئول سواره نظام مجیستر اکویتوم[ب] منصوب کند که به عنوان پرایتور نیز عمل کند.
  - سیسرون همچنین ده تریبون پلبین را با اختیارات وتوی کامل در جای خود باقی می‌گذارد و هم‌چنان مقدس خواهد بود. تریبون پلبین‌ها همچنین اجازه خواهند داشت که جلسات مجلس سنا را ریاست کنند.
    - کوئینتوس، بعداً در گفتگو، به‌شدت به این موضوع اعتراض کرد و احساس کرد که تریبون پلبین‌ها، همان‌طور که در حال حاضر تشکیل شده‌اند، یک نیروی بی‌ثبات‌کننده در دولت هستند و معتقد بود که سیسرون باید طبق قوانین سولا، قدرت‌های خود را به حالت شدیداً محدود شده‌اش برمی‌گرداند. به‌نظر می‌رسد سیسرون استدلال می‌کند که محدود کردن قدرت تریبون پلبین‌ها یا دادن نمایندگی صوری به آن‌ها از سهمی در دولت، حتی بیش از یک تیبریوس گراکوس یا ساتورنینوس بالقوه بی‌ثبات‌کننده خواهد بود. او در واقع استدلال می‌کند که برای انجام این کار، همان گراکوس و سولا ایجاد می‌شود که قوانین سولا سعی در متوقف کردن آن‌ها داشتند. سیسرون می‌گوید: «اعتراف می‌کنم که عنصری از شر ذاتی در دفتر تریبون وجود دارد؛ اما بدون آن شر ما خیری را که هدف از راه‌اندازی آن بود، قدرت زیاد نداشتیم. با داشتن یک رهبر، گاهی ملایم‌تر از این است که کسی نداشته باشد.» (III:۲۳) (از ترجمه کلاسیک جهانی آکسفورد توسط نایل راد)

  - در صورتی که هر دو کنسول یا دیکتاتور بمیرند یا از سمت خود کنار بروند، سایر مقامات فعلی، از قائم‌مقام به بعد، از سمت خود برکنار می‌شوند. یک اینتررکس توسط سنا منصوب خواهد شد تا در اسرع وقت انتخابات جدید را ترتیب دهد.
  - مجامع مردمی: مجامع مردمی، طبق قانون، عاری از خشونت بودند و همچنین مجالس قانون‌گذاری بودند. هم در مجلس سنا و هم در مجالس مردم، یک قاضی با رتبه بالاتر از رئیس می‌تواند هر اقدامی را وتو کند.
  - در زمان سیسرون رأی‌گیری و قوانین، به‌دلیل شیوع بیماری دست‌کاری و رشوه‌خواری، برگه‌های رأی مخفی نبودند، به‌طوری که می‌توانستند فوراً از نظر تقلب در رأی‌دهندگان مورد بررسی قرار گیرند. با این حال، مقداری نخبه‌گرایی نیز در پیشنهاد او وجود داشت؛ سیسرود فکر می‌کرد که اگر مردم نمی‌دانستند که طبقات بالا چگونه رأی داده‌اند، در مورد این‌که به کدام طریق رأی دهند سردرگم می‌شوند.
    - قرار نبود قانونی برای هدف قرار دادن یک فرد تصویب شود (بدون شک، این در پاسخ به قانونی بود که توسط پوبلیوس کلودیوس پولچر در سال ۵۸ قبل از میلاد به تصویب رسید که در آن خواستار تبعید برای هر قاضی بود که بدون رأی‌گیری حکم اعدام را صادر و اجرا می‌کرد. مجامع مردمی، اشاره‌ای واضح به سیسرون، که در سال ۶۳ قبل از میلاد در پاسخ به توطئه لوسیوس سرگیوس کاتیلین این کار را انجام داده بود)
    - هیچ قاضی نمی‌تواند بدون رأی کمیتیا سنتوریاتا مجازات اعدام یا سلب تابعیت صادر کند.
    - رشوه‌خواری یا رشوه‌خواهی باید به‌شدت مجازات می‌شد.
    - قوانین در فرم ثبت رسمی نگهداری می‌شدند، چیزی که سیسرون احساس می‌کرد از بین رفته‌است.

پس از بحث و مناظره بین سیسرون و کوئینتوس در مورد کنسول‌ها و حقوق رأی شهروندان، این دست‌نوشته قطع می‌شود.

## منشأ متن
دقیقاً مشخص نیست که سیسرون کی دربارهٔ قوانین را ساخته‌است. اولین تاریخ ممکن سال ۵۸ قبل از میلاد است، زیرا کتاب سوم به‌طور قطع به قوانین کلودیا اشاره دارد که در آن سال تصویب شد. آخرین تاریخ ممکن، ۴۳ قبل از میلاد، سال کشته شدن سیسرون است. این محدوده اواخر زندگی سیاسی و حقوقی سیسرون را در بر می‌گیرد، پس از این‌که او به‌عنوان کنسول در سال ۶۳ قبل از میلاد خدمت کرد و اولین حکومت سه‌گانه تریوم‌ویرات اول در سال ۵۹ قبل از میلاد تشکیل شد. با این حال، این اثر می‌توانست قبل‌تر، در طول یا بعد از دیکتاتوری ژولیوس سزار (۴۵–۴۴ قبل از میلاد) سروده شده باشد، که قانون اساسی جمهوری روم را تضعیف کرد.
دربارهٔ قوانین مانند اثر دیگر سیسرون جمهور، به‌صورت تکه‌تکه وجود دارد و هیچ اثری فراتر از نیمه اول کتاب سوم باقی مانده‌است. قطعات باقی‌مانده از دربارهٔ قوانین در سه جلد در کتابخانه دانشگاه لیدن پراکنده شده‌است.
علاوه بر این، مسائل مربوط به خوانایی و صحت در بین محققان مطرح شده‌است. پروفسور ام. زلر در وین در سال ۱۹۸۱ استدلال کرد که متن آن‌طور که اکنون شناخته می‌شود ممکن است در مقطعی از یک کپی خط شکسته (برخلاف متن بلوکی) رونویسی شده باشد، و اشتباهات احتمالی ناشی از تخیل کسی که رونویسی کرده را متحمل شود. دیگران (مانند مترجم نایل راد) استدلال می‌کنند که متن در زمان قتل سیسرون در دسامبر ۴۳ قبل از میلاد هنوز به‌صورت پیش‌نویس خام بود، و این‌که هنوز باید توسط نویسنده ویرایش می‌شد. مانند جمهور، برخی از مطالب از نوشته‌های دیگران بازیابی شده‌است. دو قطعه در مؤسسه‌های الهی لاکتانتیوس نویسنده قرن سوم و چهارم یافت شد (لاکتانتیوس نیز به‌شدت از جمهور نقل کرده‌است)، و یک پاراگراف دیگر نیز در ساترنالیا ماکروبیوس قرار دارد.

## متن و ترجمه به انگلیسی
- TVLLI سیسرون خواندن کتاب سوم
- نسخه رایگان کتاب صوتی «قوانین» ترجمه‌شده توسط چارلز دوک یونگ
- متن انگلیسی در گوگل بوکس

## نقل قول‌ها
- اجازه دهید مجازات متناسب با جرم باشد. [noxiae poena par esto] (III، ۱۱)

## یادداشت
1. ↑  اگر سیسرون چنین تاریخی نوشته‌است، اثر ادبی گمشده بوده‌است. هیچ نویسنده‌ای متأخر به تاریخ سیسرون اشاره نکرده‌اند، بنابراین بعید به نظر می‌رسد که تاریخ آن هرگز منتشر شده باشد.
2. ↑  استاد اسب یک مقام رسمی در چندین کشور اروپایی است. زمانی که اکثر کشورهای اروپایی سلطنتی بودند، رایج‌تر بود و امروزه از اهمیت متفاوتی برخوردار است.
3. ↑  مجموعه‌ای از قوانین بود که توسط شورای پلبی جمهوری روم تحت تریبون پوبلیوس کلودیوس پولچر در سال ۵۸ قبل از میلاد تصویب شد.